# Trent Whitfield
Trenton Grant Whitfield (Alameda, 17 giugno 1977) è un allenatore di hockey su ghiaccio ed ex hockeista su ghiaccio canadese che vanta oltre 1000 presenze fra NHL e AHL.

## Carriera

### Giocatore
Whitfield fu scelto al Draft del 1996 al quarto giro, in 100ª posizione assoluta, da parte dei Boston Bruins. Tuttavia si rifiutò di firmare il contratto con Boston, preferendo ritornare nella WHL per altre due stagioni con la maglia dei Spokane Chiefs prima di entrare nel 1998 nell'organizzazione della franchigia dei Washington Capitals. Rimase con i Capitals fino al 2005, giocando anche in ECHL e soprattutto in AHL con la formazione affiliata dei Portland Pirates, squadra con cui giocò 340 partite.
Il 2 agosto 2005, Whitfield firmò un contratto con i St. Louis Blues valido per la stagione 2005-06. Dopo aver giocato 30 partite con i Blues Whitfield fu assegnato al farm team in AHL dei Peoria Rivermen. Whitfield giocò le tre successive stagioni sempre con la maglia dei Rivermen, divenendo nel corso del tempo capitano della squadra e uno dei giocatori più forti e affidabili della AHL. Fu richiamato dai Blues per giocare a St. Louis contro i Colorado Avalanche il 15 gennaio 2009, dopo oltre tre anni dalla sua ultima apparizione in NHL.
Il 13 luglio 2009 Whitfield firmò un contratto biennali con i Boston Bruins, ritornando così alla squadra che lo aveva scelto oltre dieci anni prima. Messo sotto contratto per aggiungere profondità nel roster degli attaccanti dei Bruins, Whitfield in seguito fu assegnato in AHL ai Providence Bruins nella veste di nuovo capitano. Il 21 ottobre 2009 Whitfield fu chiamato a Boston ed esordì con Boston nella sfida contro i Nashville Predators. Nel corso della stagione 2009-10 totalizzò 16 gare in NHL, mentre in AHL ottenne 43 punti in 52 gare. Quell'anno giocò anche quattro partite dei playoff nella serie contro i Philadelphia Flyers.
Nell'estate del 2010 Whitfield si infortunò al tendine di Achille e si temette che avrebbe dovuto saltare l'intera stagione successiva. Whitfield riuscì a recuperare dall'infortunio e poté giocare 45 partite con la maglia di Providence. Quando Boston vinse la Stanley Cup nel giugno del 2001, Whitefield fu incluso nella foto ufficiale di squadra, e successivamente ricevette l'anello commemorativo per la vittoria del titolo. Tuttavia, avendo giocato solo nelle serie minori, il nome di Whitfield non fu inciso sul trofeo della Stanley Cup. Quell'estate prolungò il proprio contratto per altri due anni.
Nell'agosto del 2013, dopo 15 stagioni di professionismo in Nordamerica, Whitfield si trasferì per la prima volta in Europa per andare a giocare con l'HC Bolzano, squadra iscritta a partire dalla stagione 2013-14 nella lega hockeistica austriaca, la EBEL. Con la maglia degli altoatesini vinse la EBEL 2013-2014.

### Allenatore
Nell'estate del 2014 decise di ritirarsi dall'attività agonistica per entrare a far parte dello staff dei Portland Pirates, squadra della American Hockey League.
In seguito ha fatto parte del coaching staff di Calgary Hitmen (2015-2016) e Providence Bruins (dal 2016).

## Palmarès

### Club
- Campionato austriaco: 1

Bolzano: 2013-2014

### Individuale
- AHL All-Star Classic: 2

2003, 2013
- WHL West First All-Star Team: 1

1996-1997
- WHL West Second All-Star Team: 1

1997-1998